# راکویل (آلاباما)
راکویل (به انگلیسی: Rockville) شهرکی در شهرستان کلارک ایالت آلاباما است که مساحت آن ۷٫۲۷ کیلومترمربع است و در سرشماری سال ۲۰۱۰ میلادی، ۴۳ نفر جمعیت داشته و تراکم جمعیتی آن، ۵٫۹۱ در کیلومترمربع بوده است.